# Sanderia pampinosus
Sanderia pampinosusは、アマクサクラゲ属に属するクラゲの一種。

## 解説
おもにオーストラリアの海に生息する。かなり稀な種で、日本での確認例がないとされている。